# Leonid Alexandrowitsch Bogdanow
Leonid Alexandrowitsch Bogdanow (russisch Леонид Александрович Богданов; * 23. Juni 1927 in Moskau, Russische SFSR; † 12. Mai 2021) war ein sowjetischer Säbelfechter.

## Erfolge
Leonid Bogdanow gewann bei den Weltmeisterschaften 1955 in Rom mit der sowjetischen Equipe die Bronzemedaille. Im Jahr darauf gehörte er zur sowjetischen Mannschaft bei den Olympischen Spielen 1956 in Melbourne, die in der Finalrunde hinter Ungarn und Polen den dritten Platz belegte. Gemeinsam mit Lew Kusnezow, Jakow Rylski, Jewhen Tscherepowskyj und Dawid Tyschler erhielt er somit Bronze.